# 乌拉尔电化学联合企业
乌拉尔电化学联合企业(俄语：Уральский электрохимический комбинат），位于俄罗斯联邦斯维尔德洛夫斯克州新烏拉爾斯克，距斯维尔德洛夫斯克市80公里，是苏联和俄羅斯的一個浓缩铀工厂。隶属于苏联中型机械工业部。
目前，俄罗斯48%和全世界20%的铀同位素分离生产能力都集中在乌拉尔电化学联合企业，承担了俄罗斯超过80%的铀浓缩出口订单。

## 历史
1945年12月1日，苏政府通过了建设气体扩散浓缩铀的“813综合厂”的决议。工程代码为865工程，建设任务由苏联内务人民委员部865建设管理局负责，建设主任先后由И.П.博伊科夫、А.С.波诺马廖夫担任，总工程师是Б.М.谢尔久科夫。工程分为五个建设工区：
- 第一工区负责扩散厂主楼建设
- 第二工区负责传统住房建设
- 第三工区负责道路建设
- 第四工区负责最后的整修工作
- 第五工区负责为囚犯建设四个独立的营房。

1946年启动建设，建筑工程投入的人力为30000人。结构设计单位是第11设计局。厂房的要求比较简单，与普通的机械厂没有明显的技术差别，只需要建设一座可以容纳数千台扩散机的工厂，故1947年初工程的建设工作就已基本完成，比原计划1947年9月竣工的期限提前了半年。工厂扩散设备的安装则是一项艰巨的任务，参与安装工作的单位有国营钢结构托拉斯、乌拉尔卫生技术设备和安装工程托拉斯、乌拉尔电气安装托拉斯和隔热设备托拉斯等。
首任厂长是А.И.丘林、学术负责人是И.К.基科因。企业曾用掩护名称：5号基地、苏联城市建设总局乌拉尔地区技术装备基地、上涅伊温斯基国有机械制造厂。1948年5月首期工程投产。截至1949年8月29日，共有6335名工作人员。全面运行后，813厂共安装了1.056万台气体扩散机。但由于六氟化铀的损失比预计的高5～6倍。1949年首批产品生产实验时，人们经常说这样一句话：万一实验失败，连可以追究责任的人都找不到了。1949年11月11日生产出首批成品——铀-235含量为75%的六氟化铀。铀弹所需的浓度为94％，813厂产出的铀不得不交814厂（电磁法）进一步浓缩。ОК-7和ОК-8的更换，以及机器内壁和多孔过滤器的钝化处理直到1950年才完成，才真正掌握了气体扩散技术。1954年，813厂新建的Д-4分厂投入使用后，首次生产出铀-235的浓度为94％的武器级铀。
1954年改名为乌拉尔电化学联合企业。1962年以来，铀浓缩停用气体扩散技术，改用气体离心技术。
2013年12月24日，第九代气体离心机在该厂第54车间投运。2017年12月28日，成功启动了装备第九代气体离心机的技术单元中五个部分。正在进行第十代铀浓缩离心机的研制试验。
2018年至2019年，該公司设备升级。